# Antocianina

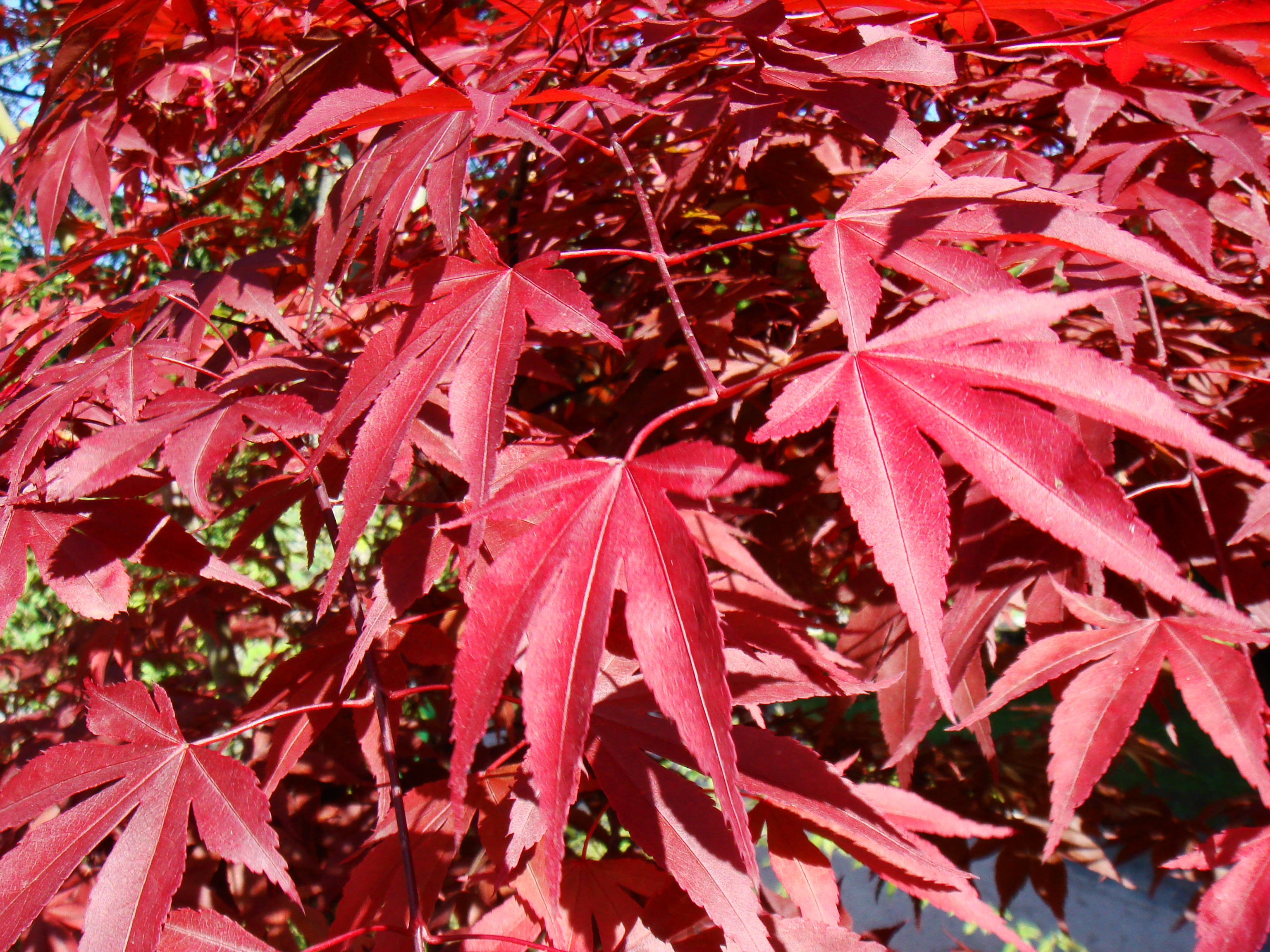
As antocianinas proporcionam a cor vermelha às folhas de Acer palmatum (bordo japonês) no outono.

Antocianinas (do grego ἀνθός (anthos): flor; κυανός (kyanos): azul) são derivados de sais flavílicos, solúveis em água, que na natureza estão associados a moléculas de açúcar. São derivadas das antocianidinas, que não apresentam grupos glicosados. São pigmentos pertencentes ao grupo dos flavonóides responsáveis por uma grande variedade de cores de frutas, flores e folhas que vão do vermelho-alaranjado, ao vermelho vivo, roxo e azul. Em particular, são os responsáveis pela cor rubi-violácea (cor "bordô") do vinho tinto jovem. Sua função é a proteção das plantas, suas flores e seus frutos contra a luz ultravioleta (UV) e evitam a produção de radicais livres. São sempre encontradas na forma de glicosídeos facilmente hidrolisados por aquecimento em meio ácido, resultando em açúcares e agliconas, denominadas antocianidinas.

## Ocorrência
São largamente distribuídos entre as plantas nas quais são encontrados em muitas frutas escuras como o açaí, framboesa, amora, cereja, uva, mirtilo, morango, jabuticaba, acerola, entre outras:
| Antocianidina | R1    | R2  | R3    | R4  | R5    | R6  | R7    | Coloração           | Fonte                                                        | Íon flavílio |
| Aurantinidina | -H    | -OH | -H    | -OH | -OH   | -OH | -OH   |                     |                                                              |              |
| Cianidina     | -OH   | -OH | -H    | -OH | -OH   | -H  | -OH   | Vermelha            | Cereja, jamelão, uva, morango, amora, figo, cacau, açaí      |              |
| Delfinidina   | -OH   | -OH | -OH   | -OH | -OH   | -H  | -OH   |                     | Beringela, romã, maracujá, uva                               |              |
| Europinidina  | -OCH3 | -OH | -OH   | -OH | -OCH3 | -H  | -OH   |                     |                                                              |              |
| Luteolinidina | -OH   | -OH | -H    | -H  | -OH   | -H  | -OH   |                     |                                                              |              |
| Pelargonidina | -H    | -OH | -H    | -OH | -OH   | -H  | -OH   | Vermelha-alaranjada | Morango, bananeira, acerola, pitanga, gerânio, amora, ameixa |              |
| Malvidina     | -OCH3 | -OH | -OCH3 | -OH | -OH   | -H  | -OH   | Violeta             | Uva, feijão, acerola                                         |              |
| Peonidina     | -OCH3 | -OH | -H    | -OH | -OH   | -H  | -OH   | Púrpura             | Cereja, Jabuticaba, uva, repolho roxo                        |              |
| Petunidina    | -OH   | -OH | -OCH3 | -OH | -OH   | -H  | -OH   | Violeta             | Uva, petúnia                                                 |              |
| Rosinidina    | -OCH3 | -OH | -H    | -OH | -OH   | -H  | -OCH3 |                     |                                                              |              |

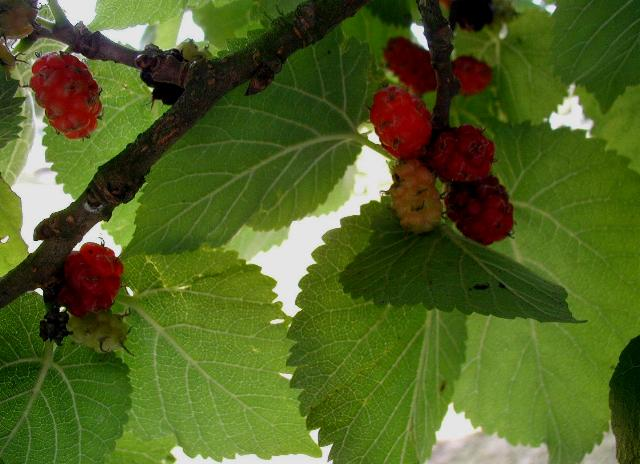
Amora negra
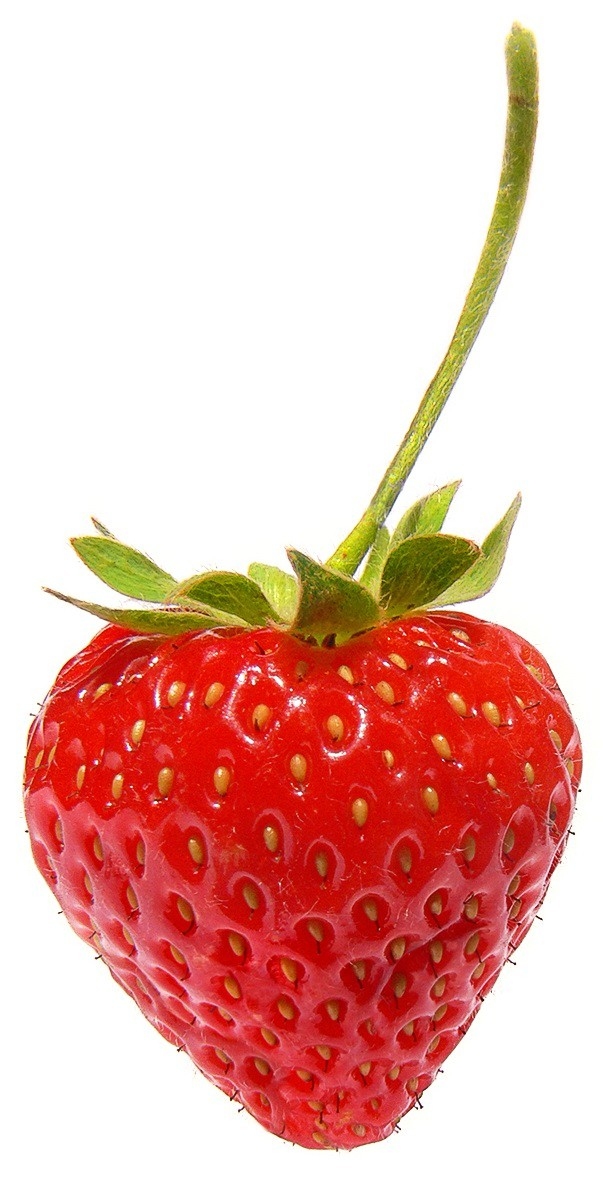
Morango, fruta rica em Pelargonidina.
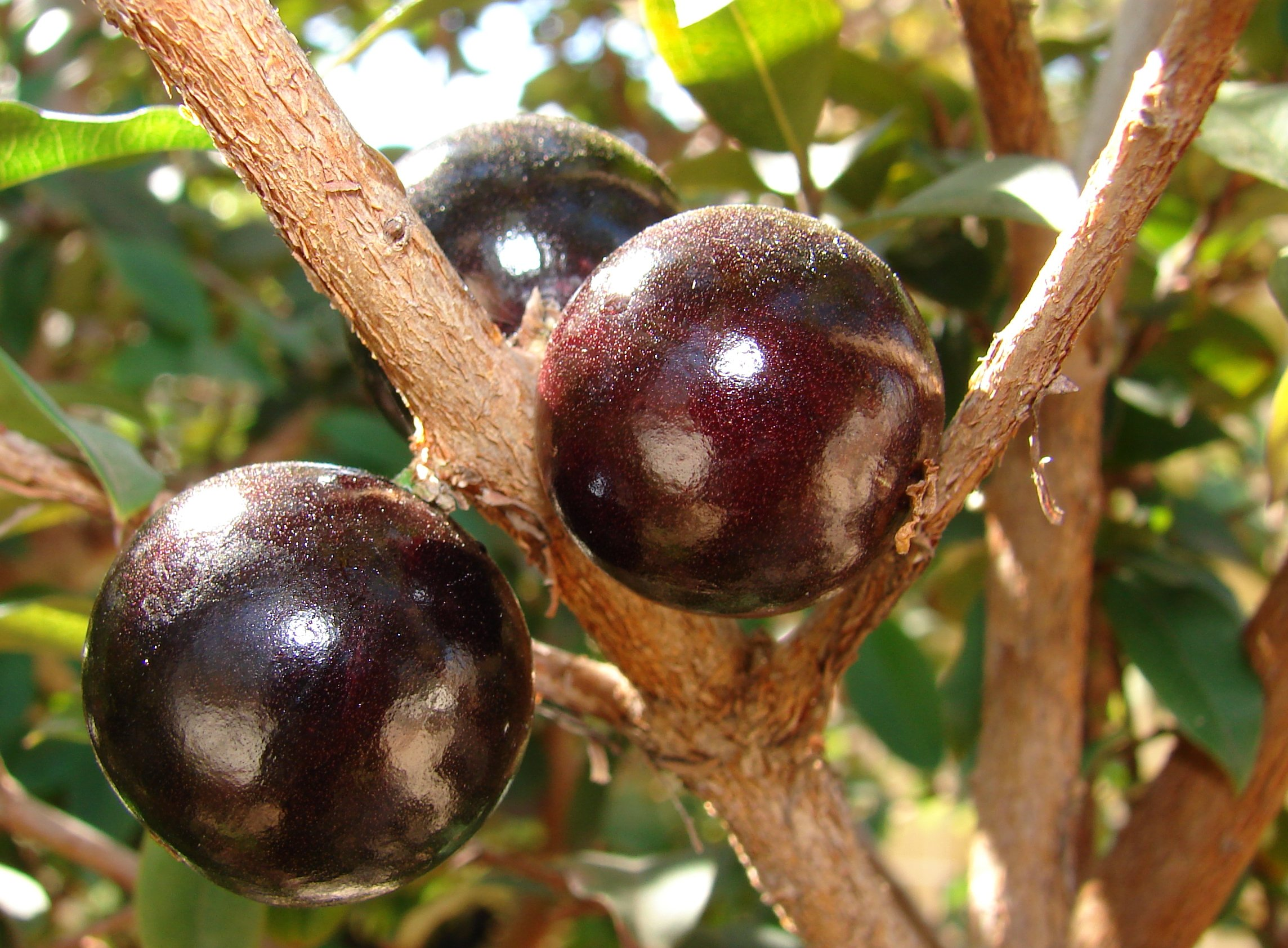
Jabuticaba, fruta rica em Peonidina
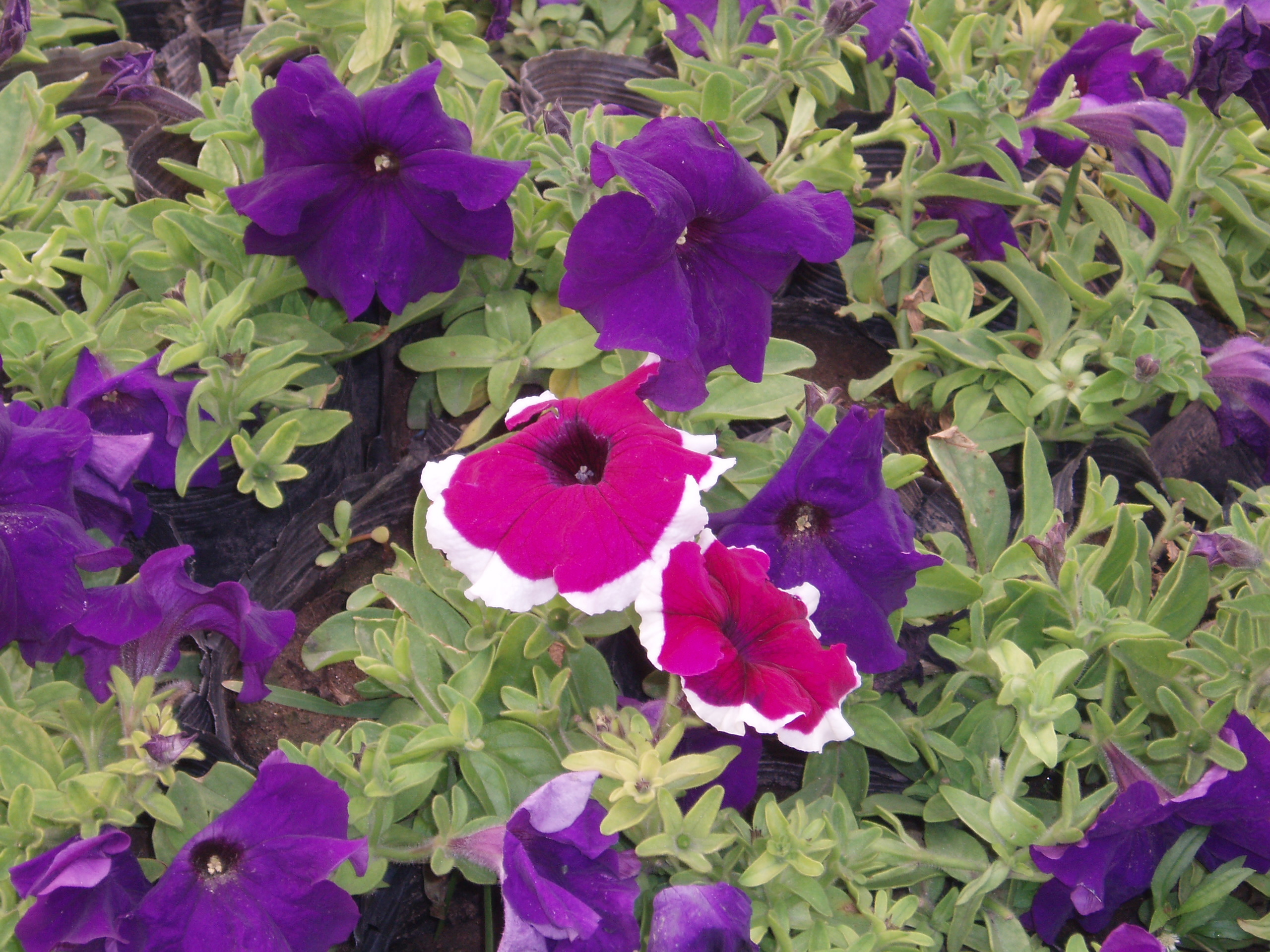
Petunias púrpuras
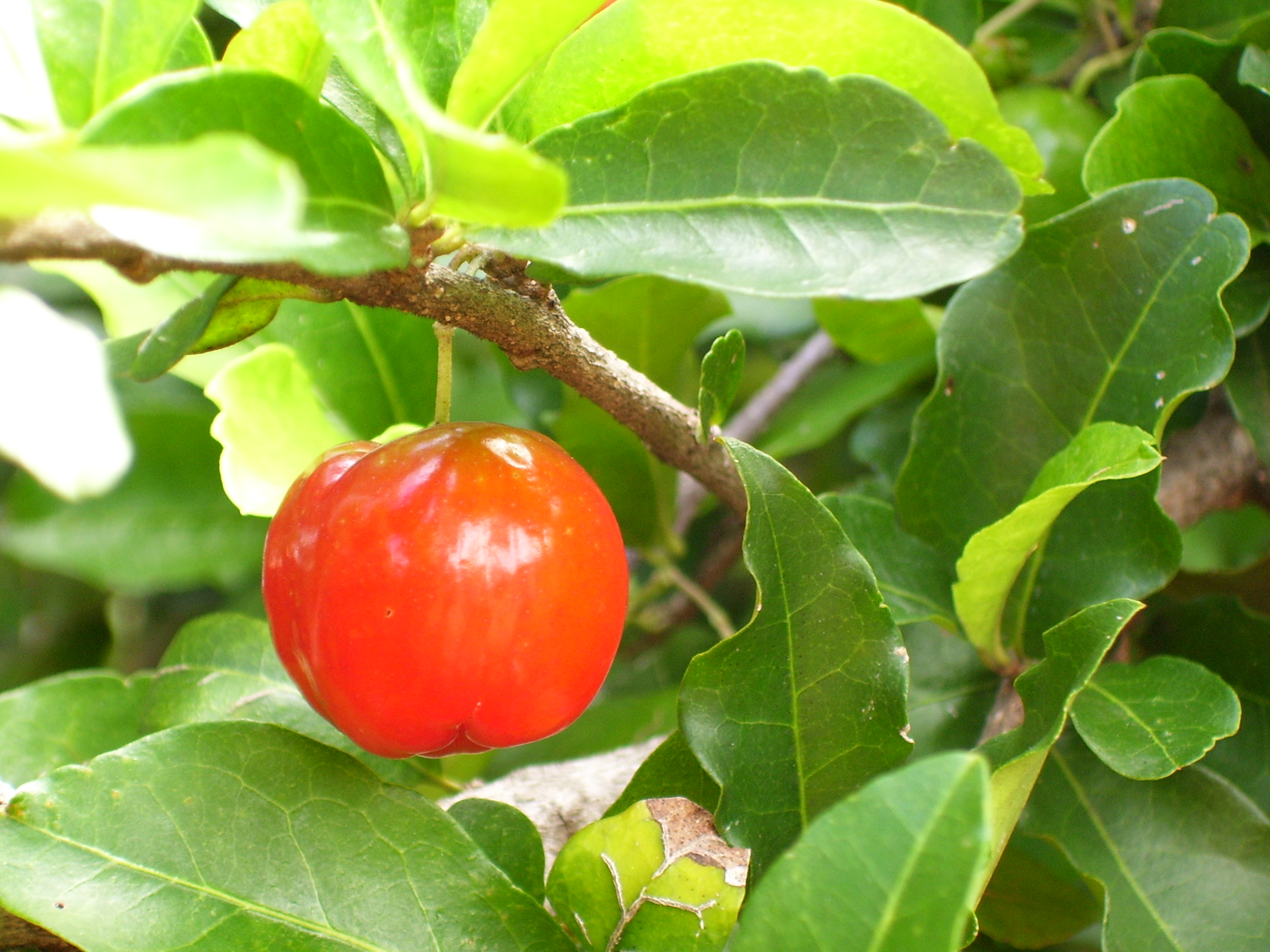
Acerola
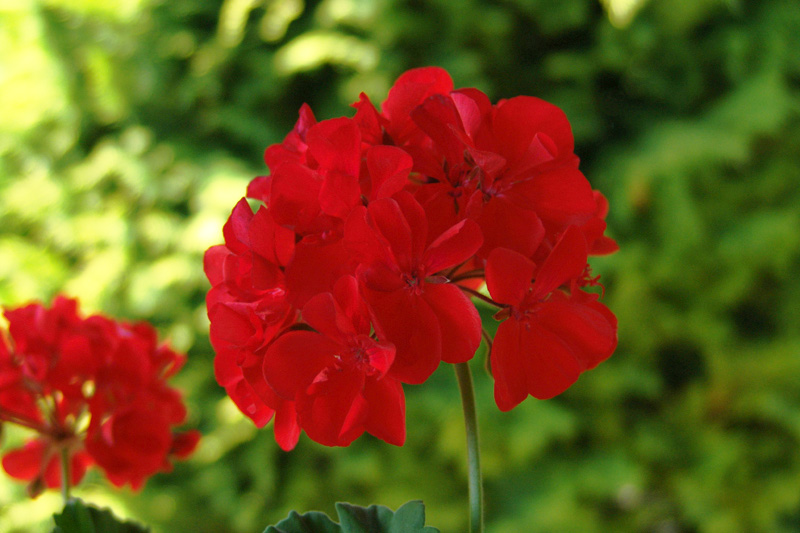
A pelargonidina é um dos principais pigmentos presentes no Gerânio.
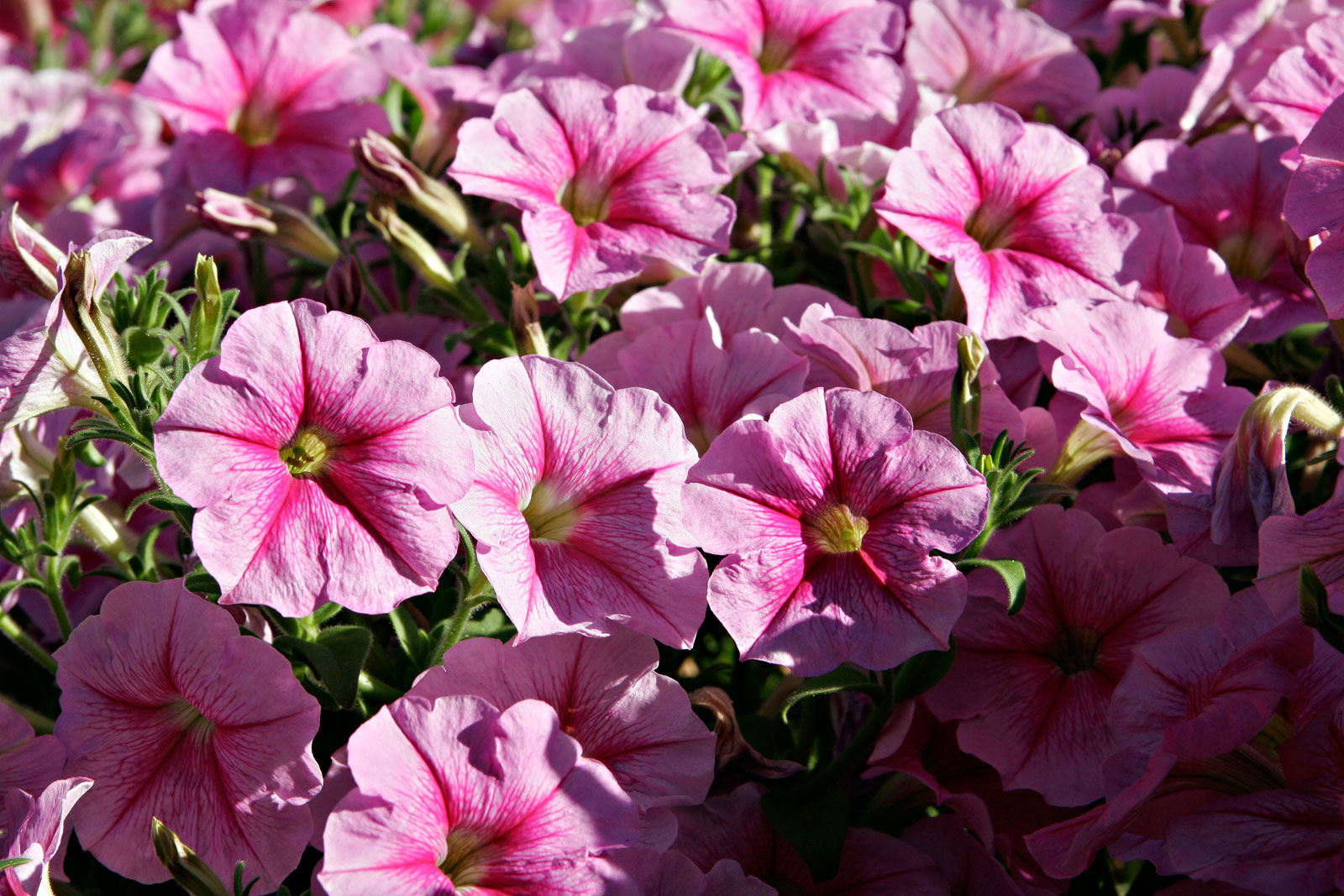
Petunias rosadas, ricas em petunidina.
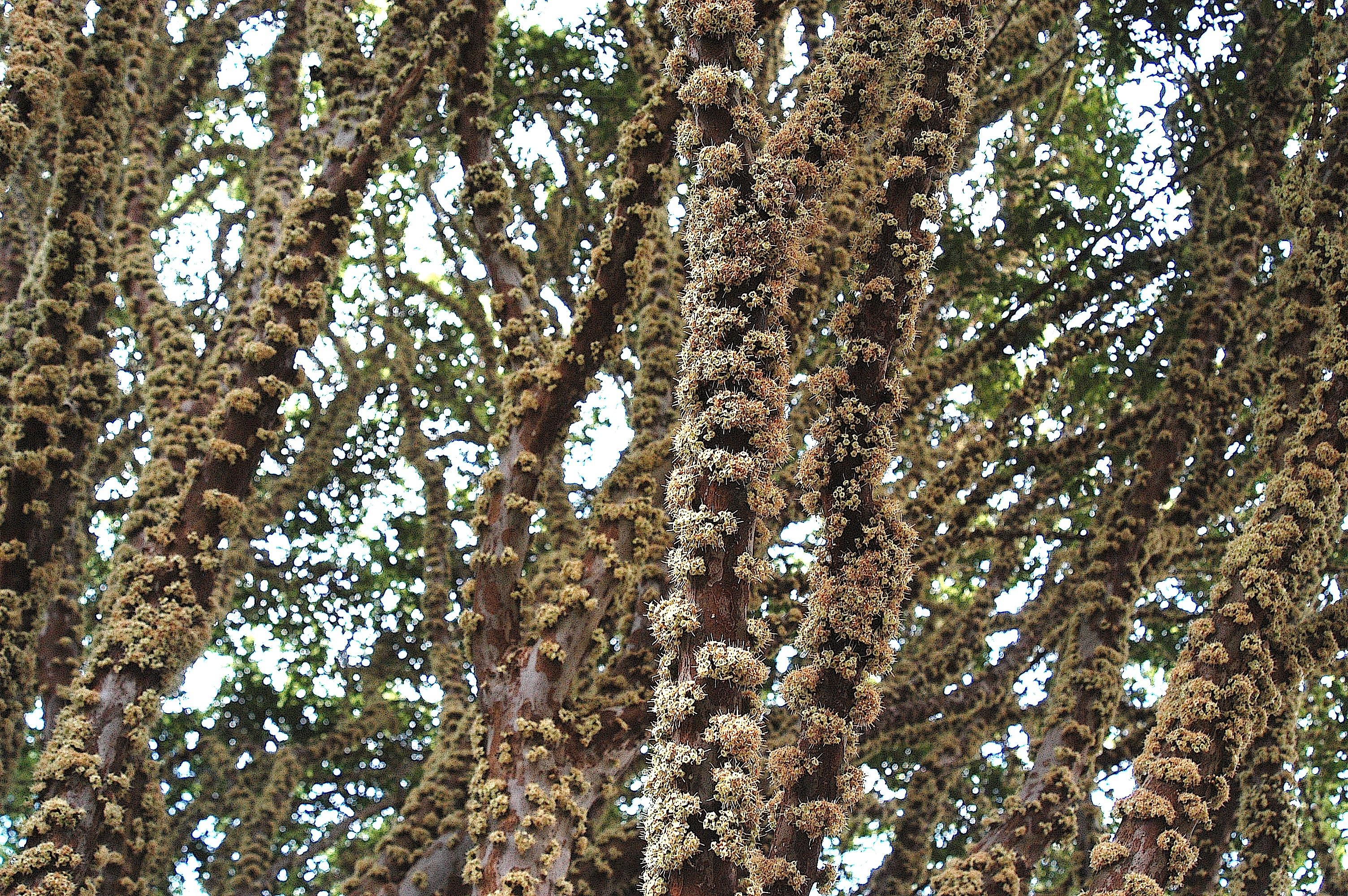
jabuticaba em flor.
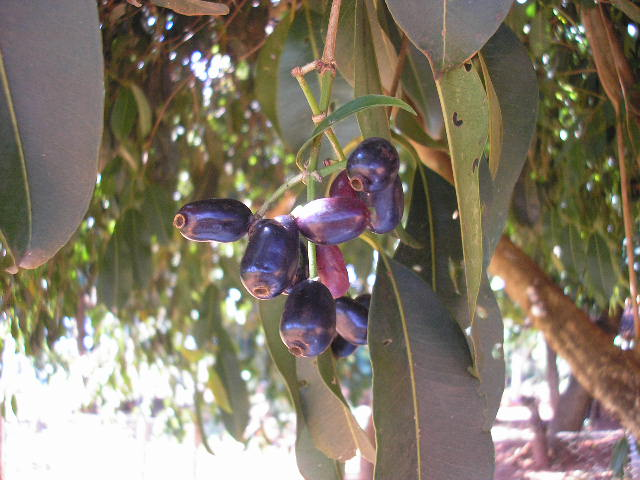
Jambolao ou Azeitona Preta
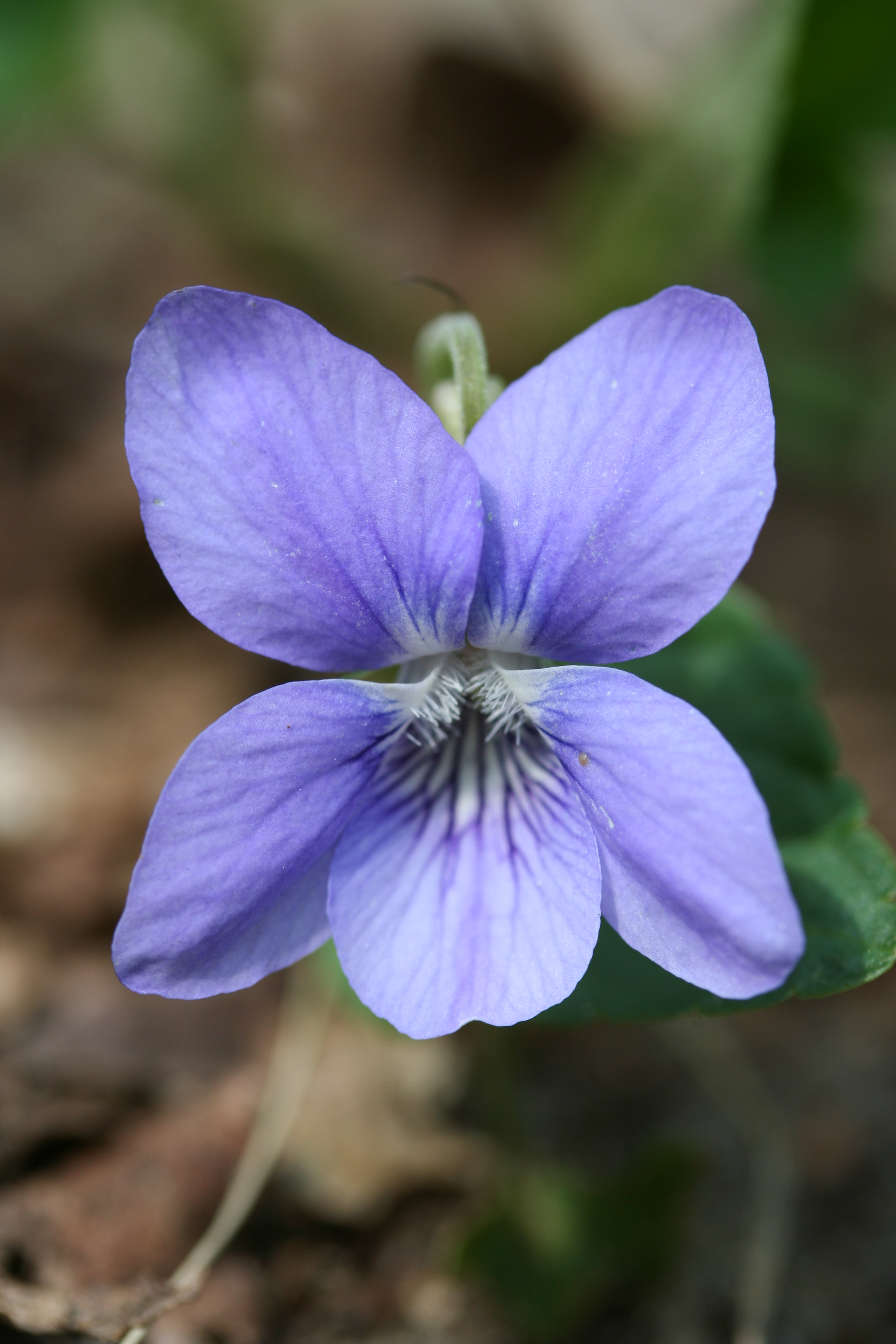
Viola

## Estrutura

Íon flavílio, estrutura básica das antocianinas

As antocianinas apresentam como estrutura básica o cátion 2-fenilbenzopirílio ou, mais simplificadamente, cátion flavílio. As diferentes antocianinas diferem apenas nos grupamentos ligados aos anéis nas posições 3' (R1), 4' (R2), 5' (R3), 3 (R4), 5 (R5), 6 (R6) e 7 (R7), que podem ser átomos de hidrogênio, hidroxilas ou metoxilos.

## Potencial de uso
Segundo estudos da Ohio State University, a antocianina (que é derivado da antocianidina) é importante na prevenção da degeneração das células dos mamíferos e humanos. Em combinação com o ácido elágico desenvolve uma potente prevenção contra certos tipos de cânceres.
Sobre o ácido elágico, de acordo com a American Cancer Society, essas alegações não foram provadas e esse ácido entra na Lista de Tratamentos Contra Câncer Não Comprovados e Refutados).